# Spearhead (U-Boot)
HMS Spearhead (Kennung: P263) war ein U-Boot der britischen Royal Navy im Zweiten Weltkrieg.
Die Spearhead (engl. Speerspitze) war ein Boot des vierten Bauloses der erfolgreichen S-Klasse. Dieses Baulos wird auch als Subtle-Klasse bezeichnet. Sie wurde am 18. August 1943 bei Cammell, Laird & Company im nordwestenglischen Birkenhead auf Kiel gelegt, lief am 2. Oktober 1944 vom Stapel und wurde von der Royal Navy am 21. Dezember 1944 in Dienst gestellt.
Im August 1948 wurde das U-Boot an Portugal verkauft und diente bis in die zweite Hälfte der 1960er bei der Portugiesischen Marine unter dem Namen Neptuno. 1967 wurde es in Portugal verschrottet.